# Бихареа (Бихор)
Бихареа (рум. Biharea) насеље је у Румунији у округу Бихор у општини Бихарија. Oпштина се налази на надморској висини од 124 m.

## Становништво
Према подацима из 2011. године у насељу је живело 5769 становника.